# Dongdamen (ort i Kina, Hebei Sheng, lat 41,86, long 115,73)
Dongdamen (kinesiska: 东大门) är en ort i Kina. Den ligger i provinsen Hebei, i den norra delen av landet, omkring 220 kilometer norr om huvudstaden Peking. Antalet invånare är 434. Befolkningen består av 205 kvinnor och 229 män. Barn under 15 år utgör 11,0 %, vuxna 15-64 år 74 %, och äldre över 65 år 14,0 %.
Runt Dongdamen är det ganska glesbefolkat, med 43 invånare per kvadratkilometer. Det finns inga andra samhällen i närheten. Trakten runt Dongdamen består i huvudsak av gräsmarker.
Genomsnittlig årsnederbörd är 534 millimeter. Den regnigaste månaden är juni, med i genomsnitt 128 mm nederbörd, och den torraste är februari, med 4 mm nederbörd.